# Цейлонски рибозмей
Цейлонски рибозмей или цейлонска цецилия (Ichthyophis glutinosus) е вид земноводно от семейство Ichthyophiidae.
На дължина достига 38 – 40 см, дебелината му е около 14 мм. Тялото му е външно наделено, като броят на пръстените може да варира между 240 и 400. Обитава влажни почви.
Макар да е земноводно, цейлонският рибозмей не може да оцелее във водна среда. Тя обаче е необходима за размножаването на вида, тъй като в сладка вода се извършва метаморфозата на ларвите. Излюпените на сушата ларви имат перести хриле, опашен плавник и странична линия, подобно на рибите. Те допълзяват до най-близкият водоем, където постепенно хрилете опадат и се появяват вътрешни бели дробове.

## Разпространение
Видът е разпространен в Шри Ланка. Името му произхожда от старото име на острова.